# Trị liệu tự nhiên
Trị liệu tự nhiên, đôi khi còn được gọi là trị liệu sinh thái, mô tả một nhóm các kỹ thuật hoặc phương pháp điều trị thay thế với mục đích cải thiện sức khỏe tinh thần hoặc thể chất của một cá nhân, đặc biệt với sự hiện diện của một cá nhân trong tự nhiên hoặc môi trường ngoài trời. Một ví dụ về trị liệu tự nhiên là các hoạt động tắm rừng hoặc shinrin-yoku, một phương pháp thực hành kết hợp một loạt các bài tập và hoạt động trong môi trường ngoài trời. Liệu pháp làm vườn, liệu pháp trị liệu Kneipp hoặc thậm chí trị liệu đại dương cũng có thể được xem là các hình thức trị liệu tự nhiên.

## Lịch sử và bối cảnh
Tại một thủ đô đô thị sầm uất của Ba Tư cách đây 2500 năm, Cyrus Đại đế đã nhận ra nhu cầu gia tăng sức khỏe của con người và tạo cảm giác "bình tĩnh". Thực hiện việc đó, ông đã trồng một khu vườn giữa lòng thành phố.
Các nhà khoa học nghiên cứu trong những năm 1950 đã quyết định xem xét lý do đằng sau lý do tại sao rất nhiều người chọn dành thời gian trong tự nhiên, với sự liên tưởng đặc biệt đến các địa điểm thích hợp như công viên quốc gia.
Shinrin-yoku (森林浴), có nghĩa đen là tắm rừng, có nguồn gốc từ Nhật Bản vào đầu thập niên 1980 và có thể được xem như là một hình thức trị liệu tự nhiên.
Các cuộc điều tra về các tác động sinh lý bắt nguồn từ việc hòa hợp với rừng bắt đầu ở Nhật Bản vào năm 1990 và đang được tiếp tục cho đến ngày hôm nay.
Howard Clinebell đã đưa ra thuật ngữ "trị liệu sinh thái" vào năm 1996.
Vào tháng 4 năm 2018, Qing Li, một bác sĩ tại Trường Y Nippon ở Nhật Bản đã xuất bản một cuốn sách về chủ đề này, sau 25 năm nghiên cứu về vấn đề này. Cuốn sách được xuất bản bằng tiếng Anh và tiến hành các kế hoạch bao gồm dịch cuốn sách sang nhiều ngôn ngữ khác.    
Hiện đang có một sự quan tâm ngày càng tăng trong các nghiên cứu về trị liệu tự nhiên và các hình thức của nó trong vài thập kỷ qua, vì có một khám phá quan trọng về chất lượng cuộc sống chung của một người có thể sẽ được cải thiện thông qua sự tương tác với thiên nhiên và giảm các yếu tố như căng thẳng hoặc trầm cảm.

## Quá trình trị liệu tự nhiên
1. Trạng thái căng thẳng: Một người ở trong trạng thái căng thẳng về thể chất hoặc tinh thần.
2. Tác dụng phục hồi của tự nhiên: Người dành thời gian trong tự nhiên, dẫn đến cải thiện trạng tháithư giãn sinh lý và đáp ứng phục hồi chức năng miễn dịch.
3. Bài thuốc dựa trên bằng chứng (EBM): Thiên nhiên trực tiếp làm tăng hệ thống thần kinh đối giao cảm và nâng cao nhận thức, gây thư giãn.[7]

## Ảnh hưởng sức khỏe (thể chất và tâm lý)
Một nghiên cứu tổng quan hệ thống được thực hiện vào năm 2012 cho thấy kết quả không thuyết phục liên quan đến các vấn đề phương pháp luận trong các tài liệu y khoa. Sau đó, một đánh giá có hệ thống năm 2017 về lợi ích của việc dành thời gian trong rừng đã chứng minh dẫn đếnhiệu quả sức khỏe tích cực, nhưng không đủ để tạo ra các hướng dẫn thực hành lâm sàng hoặc chứng minh quan hệ nhân quả. Ngoài ra, có những lo ngại từ các nhà nghiên cứu bày tỏ rằng thời gian trong tự nhiên như một hình thức trị liệu tái tạo mang tính cá nhân cao và hoàn toàn không thể đoán trước được; trong thực tế, bản chất có thể bị tổn hại trong quá trình tương tác của con người.
Dành thời gian trong tự nhiên giúp cải thiện hệ thống miễn dịch của một người, hệ tim mạch và hệ hô hấp. Liệu pháp tự nhiên có thể giúp chữa lành cảm xúc, giảm huyết áp, cải thiện đồng hồ sinh học nói chung của một người, cải thiện các kỹ năng quan hệ, giảm căng thẳng, và giảm sự gây hấn.
Liệu pháp làm vườn, một hình thức trị liệu tự nhiên đáng chú ý, có liên quan đến những thay đổi sinh lý ở những bệnh nhân đang tham gia chương trình phục hồi chức năng tim phổi nội trú; các bệnh nhân đã trải qua một tác động giảm dần tổng thể của rối loạn tâm trạng và giảm đáng kể nhịp tim đo được của họ. Liệu pháp làm vườn cũng có liên quan đến việc hỗ trợ sức khỏe chung của một người bằng cách tăng cường tâm trạng tích cực của họ và cung cấp một giải pháp khả thi loại bỏ các yếu tố gây căng thẳng xảy ra trong cuộc sống hàng ngày, như có thể thấy trong một lượng dân số được nghiên cứu sở hữu các chẩn đoán chuyên nghiệp về cả năng lực thể chất và tâm lý. Mặc dù có rất nhiều bằng chứng  ủng hộ lợi ích tâm lý xã hội của liệu pháp tự nhiên, bệnh nhân ung thư đã cung cấp phản hồi tích cực sau khi tham gia Chương trình Khu vườn chữa bệnh tại Cancer Lifeline ở Seattle; chương trình đã được khuyến nghị cho mục đích điều trị cho bệnh nhân ung thư trưởng thành.
Tác dụng của các phương pháp trị liệu tự nhiên có thể được kết nối với hai lý thuyết, được gọi là Lý thuyết giảm căng thẳng (SRT) và Lý thuyết phục hồi chú ý (ART).

## Định hướng tương lai
Mặc dù tồn tại một số lượng hạn chế các nghiên cứu có sẵn để tham khảo từ đó dẫn đến các kết luận dứt khoát về sự thành công của liệu pháp tự nhiên như một thông lệ, các hình thức trị liệu tự nhiên đã được coi là đủ để phục vụ như một liệu pháp bổ sung trong việc sử dụng các liệu pháp y tế cho người trưởng thành. Có những dấu hiệu trong lĩnh vực này có thể được thực hành ở trẻ em hoặc trong các nghiên cứu nhi khoa trong tương lai.